# Dřemlík tundrový
Dřemlík tundrový (Falco columbarius) je malý zástupce řádu sokolů.

## Popis

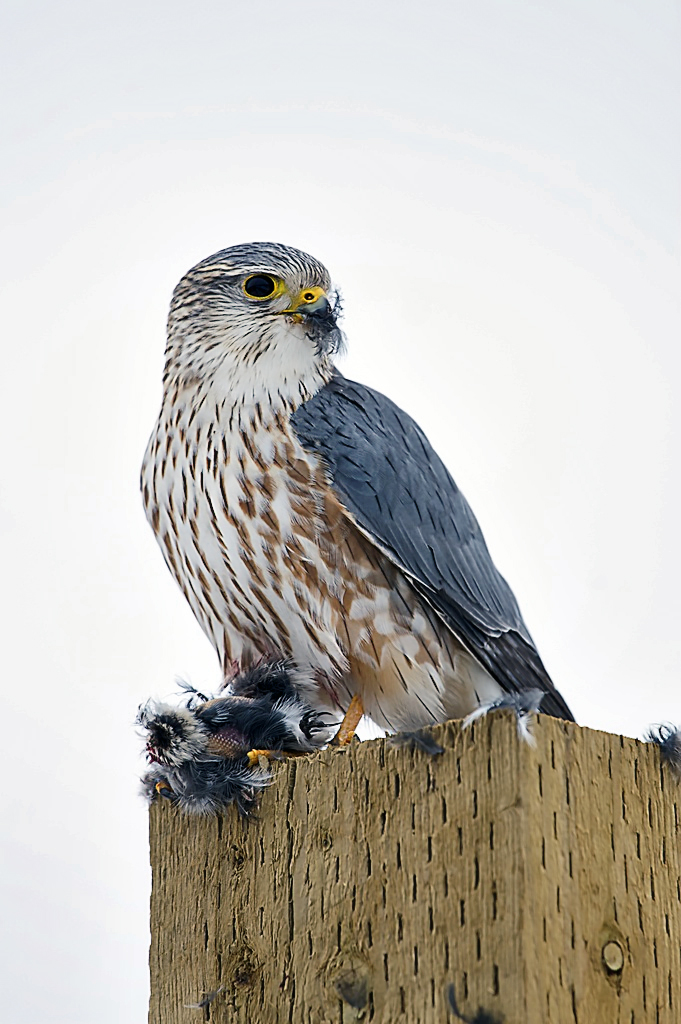
Samec dřemlíka tundrového s kořistí (americký poddruh)

Dorůstá 24 – 33 cm a v rozpětí křídel měří 53 – 69 cm. Hmotnost u dospělých samců se v průměru pohybuje kolem 165 g a u dospělých samic přibližně kolem 230 g. Podobně jako ostatní malí sokoli je i dřemlík tundrový silně stavěný. Samec má modrošedý hřbet a naoranžovělou spodinu těla. Samice a mladí ptáci jsou svrchu tmavě hnědí a ze spodní strany světlí s hnědým skvrněním. Obě pohlaví mají také tmavý konec ocasu a křídel, který je patrný zejména za letu. Vedle slabých tmavých "vousků" má v porovnání s jinými druhy sokolů méně kontrastní vzhled hlavy.

## Rozšíření
Dřemlík tundrový hnízdí v Evropě, Asii a Severní Americe. Je převážně tažný, severoevropští ptáci zimují v jižní Evropě a severní Africe, američtí zase na jihu Spojených států a na severu Jižní Ameriky. Hnízdí v otevřených krajinách, nejčastěji na slatinách, stepích a v oblastech s rozvolněným stromovým porostem. Na zimu zalétá i na louky a pole. V České republice je silně ohroženým a tudíž i přísně chráněným druhem, jehož početní stavy se na území Česka pohybují pouze mezi 90–180 jedinci ročně.

## Hnízdění

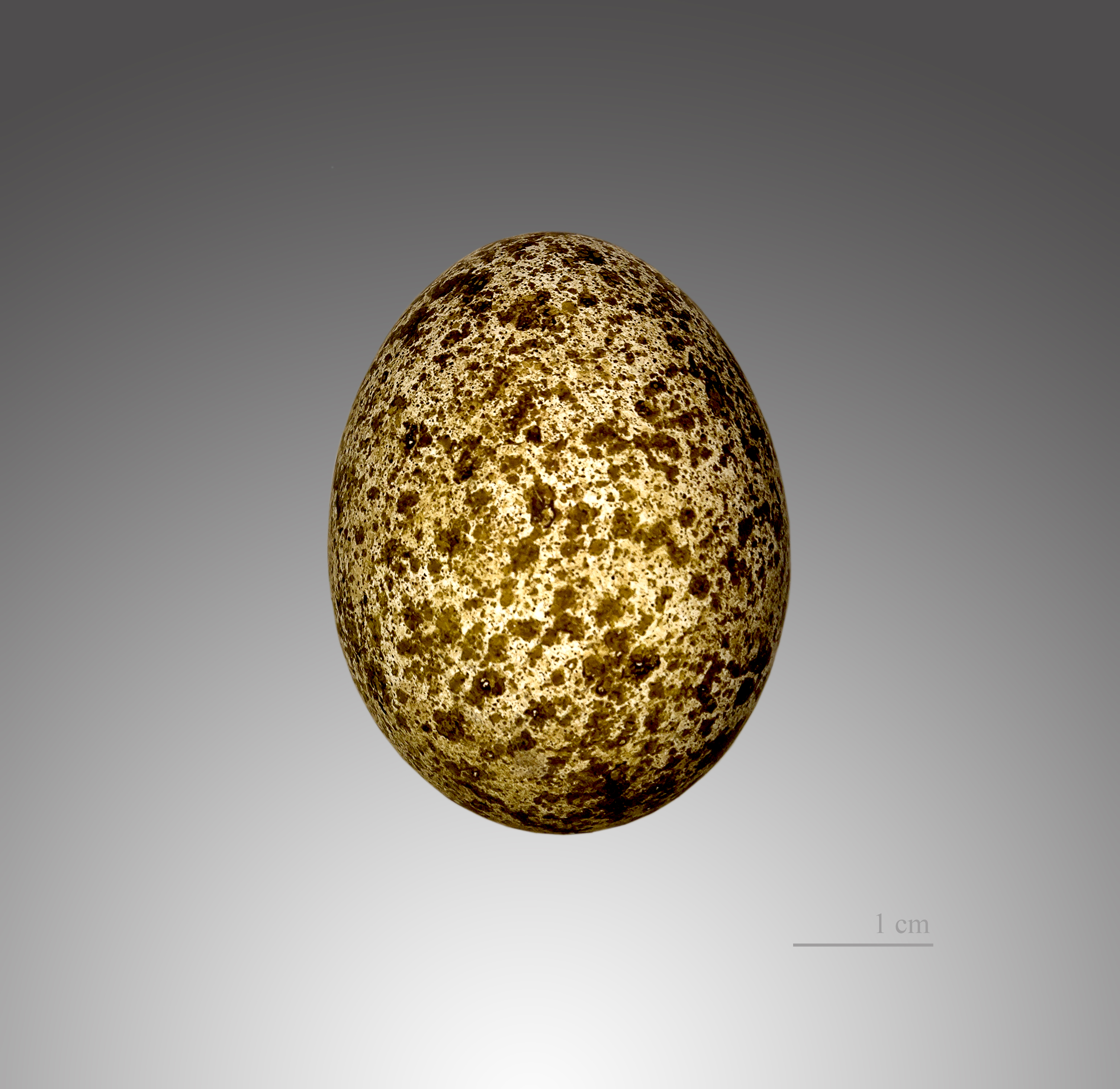
Falco columbarius

K hnízdění, které u něj probíhá od května do srpna, obvykle využívá opuštěná hnízda krkavcovitých ptáků nebo jestřábů, občas hnízdí i na skalách nebo na zemi. Klade 3 - 5 vajec s tmavým skvrněním.

## Potrava
Dřemlík tundrový loví obvykle malé ptáky do hmotnosti 40 g. Ty překvapuje v nízkém letu, při kterém se obvykle drží méně jak metr nad zemí. Jeho nejčastější kořistí se stávají skřivani, lindušky, jespáci a vrabci. Dokáže však ulovit i ptáka až do velikosti holuba domácího. Ptáci v páru spolu často při lovu spolupracují, přičemž jeden kořist nažene tomu druhému. Požírá i hmyz (především vážky a můry), malé savce (zejména netopýry a hraboše) a plazy.